# Jedlinka (přírodní rezervace)
Jedlinka byla přírodní rezervace v oblasti v katastrálním území obce Remetské Hámre v okrese Sobrance v Košickém kraji. Území bylo vyhlášeno či novelizováno v letech 1988 s rozlohou 35,04 hektaru. Přírodní rezervace byla 15. září 2020 zrušena a její území se stalo součástí přírodní rezervace Vihorlatský prales.